# It's All Right
«It's All Right» es una canción interpretada por el músico británico Jim Capaldi. Fue publicada en agosto de 1974 como el sencillo principal de su segundo álbum de estudio, Whale Meat Again.

## Recepción de la crítica
Un escritor no especificado de la revista Cash Box declaró: “El baterista estrella de Traffic aparece aquí con un corte distinguido y provocativo, uno que debería generar mucho interés en este disco. El sonido no es Traffic, pero es sólido y eso es lo que cuenta”. Un escritor no especificado de Record World calificó el sencillo como “silenciosamente contagioso y al estilo McCartney”.

## Lista de canciones
Todas las canciones escritas y compuestas por Jim Capaldi.
1. «It's All Right» – 2:29
2. «Whale Meat Again» – 4:33

## Créditos y personal
Créditos adaptados desde las notas de álbum de Whale Meat Again.
Músicos
- Jim Capaldi – voz principal
- Roger Hawkins – batería
- David Hood – bajo eléctrico
- Pete Carr – guitarra líder, guitarra acústica
- Jimmy Johnson – guitarra eléctrica
- Barry Becket – piano, steel drums
- Potato Smith – coros
- Laurence Peabody – coros
- Steve Winwood – órgano

## Posicionamiento
| Gráfica (1974–75)                         | Pico de posición |
| ----------------------------------------- | ---------------- |
| Canadá (RPM Top Singles)                  | 65               |
| Estados Unidos (Billboard Hot 100)        | 55               |
| Estados Unidos (Cash Box Top 100 Singles) | 53               |